# صديقين
صدّيقين هي إحدى البلدات اللبنانية من قضاء صور في محافظة الجنوب.

## لمحة تاريخية
يرجع اسم القرية إلى وقوع مقام «الصدّيق» فيها، وهو مقام أعاد بناءه وترميمه بشكله الحالي الشيخ عباس إسماعيل بغدادي في سنة \1991 م، وجعل لنفسه قبراً بجانبه ليدفن فيه بعد وفاته.
== البلدة خلال الحروب 
شأنها شأن  بلدات جنوب لبنان تعرضت بلدة صديقين لكثير من الأعمال العدوانية منذ تأسيس   دولة إسرائيل ازدادت وطأة هذه الاعتداءات خلال السبعينات حيث حصلت مجزرة في صديقين استشهد خلالها رجل وثلاثة اطفال والاجتياح الاسرائيلي للبنان عام ١٩٧٨ زاد من معاناة الاهالي حيث كانت البلدة تتعرض للقصف بشكل يومي و للاقتحامات و إعتقال أبنائها ازداد الوضع تأزمًا بعد اجتياح ١٩٨٢ . 
```
إنخرط ابناء البلدة في العمل العسكري منذ أولى انطلاقات العمل المقاوم على يد السيد موسى الصدر في بعض التنظيمات السياسية العسكرية المقاومة مثل حركة أمل و حزب الله و في عملية عناقيد الغضب عام ١٩٩٦ استشهد عدد كبير من ابناء البلدة في القصف الذي طال مقر القوات الدولية في بلدة قانا الجليل أما في حرب تموز عام ٢٠٠٦ فتدمرت البلدة تدميرا كاملا وطالت الأضرار الجسيمة معظم بيوت و منشأت البلدة
```

## الجغرافيا والاقتصاد
تبعد عن مركز قضاء صور مسافة 16 كلم، وعن العاصمة بيروت 93 كلم تقريباً، وترتفع عن سطح البحر 450م. تشتهر القرية بزراعة التبغ وإنتاج زيت الزيتون، بعد حرب 2006 ازدهرت البلدة ازدهارًا ملحوظًا حيث اعيد شق طريق رئيسي في منتصف البلدة يعتبر شريان الحياة لها وأصبح اليوم حافلا بكثير من المراكز التجارية و الصحية و الخدماتية على جانبيه وتعتبر مركزاً تجارياً لمحيطها الذي يتزوَّد منها بالمواد التموينية وعصارة الزيتون ومواد البناء بجميع أشكالها وأنواعها، وكذلك من الألبسة والإلكترونيات والميكانيك والكهرباء وحدادة السيارات، بالإضافة إلى الخدمات الصحية من عددٍ من المستوصفات وعيادات الأطباء ومحلات الصيدلة و الجمعيات الصحية الاسعافية . وفي القرية مجلس بلدي ومختار .

## السكان
يبلغ عدد سكانها 7,000 نسمة من المغتربين والمقيمين، وينتشر مغتربوها في ألمانيا وأفريقيا والولايات المتحدة والبرازيل. ومن عائلاتها بلحص عزام بكري بغدادي وعدد من العائلات الصغيرة الاخرى